# Hans Herbert Grimm
Hans Herbert Grimm (* 26. Juni 1896 in Markneukirchen; † 7. Juli 1950 in Altenburg) war ein deutscher Lehrer und Autor.

## Leben
Grimm, Sohn eines Kaufmanns, studierte Philosophie und Germanistik und wurde 1921 in Halle an der Saale mit einer Dissertation zum Thema Die Mundart des Döbratales  promoviert. Später arbeitete er als Lehrer für Französisch, Italienisch und Spanisch am Karolinum in Altenburg. Seit 1925 war er mit Elisabeth geb. Richter verheiratet.
1928 veröffentlichte Grimm unter Pseudonym den Roman Schlump. Geschichten und Abenteuer aus dem Leben des unbekannten Musketiers Emil Schulz, genannt ‚Schlump‘, von ihm selbst erzählt über den Ersten Weltkrieg. Unter den Nationalsozialisten wurde das Buch verboten und 1933 mit zahlreichen anderen unliebsamen Werken öffentlich verbrannt. Die Auflösung des Pseudonyms wurde erst 2013 durch die Schwiegertochter Christa Grimm bestätigt. Der Anti-Kriegsroman stand stets im Schatten des im gleichen Jahr veröffentlichten Im Westen nichts Neues von Erich Maria Remarque. Das liegt auch daran, dass der jugendliche Held und Erzähler als 17-Jähriger noch fernab ideologischer Überlegungen dank seiner naiven Liebenswürdigkeit, die gelegentlich in amourösen Abenteuern endet, sich durch die Kriegswirren an der Westfront zu lavieren weiß, ohne einen einzigen Schuss abgegeben zu haben.
Als Schlump am 1. August 1915 zur Infantrieausbildung freiwillig einrückt, ist der Krieg für ihn noch Marschieren und Singen und Mädchen, die aus Fenstern Blumen werfen. Aufgrund seiner guten Französischkenntnisse wird er im Nordwesten Frankreichs, einem Dorf im Département Pas-de-Calais als Ortskommandeur eingesetzt. Die Idylle wäre beinahe durch Abberufung an die Front unterbrochen worden, doch das übernimmt eine Mine, die Schlump beim Latrinengang verletzt. Es folgt ein Lazarettaufenthalt in Bacherach. Es sind gerade hier Grimms Schilderungen, die Details schlimmster Verletzungen der „Krüppelgarde“ mit den Ambitionen des Helden, die jungen Krankenschwestern für sich bei der Pflege seiner „empfindlichen Teile“ für sich einzunehmen, mischen, die Kritik auslösten. Die macht sich auch daran fest, dass die kriegsmüden Soldaten nicht zu Kriegsgegnern, sondern zu Kriegsgewinnlern werden. So scheut sich Schlump nicht mit „aquiriertem“ Schnaps, Textilien und gefälschtem Notgeld Geschäfte zu machen. Im Rückblick ist es aber gerade diese Position, den Krieg nicht mit politisierter Schwarz-Weiß-Malerei zu schildern, der zwar die zeitgenössische Kanonisierung des Romans verhinderte, aber ihn zugleich bis heute „frisch und lesenswert“ zu halten, da er „lakonisch und präzise über den Krieg“ schreibt.
Während des Zweiten Weltkriegs wurde Grimm als Dolmetscher an der Westfront eingesetzt. Nach dem Krieg wurde er wegen seiner NSDAP-Mitgliedschaft aus dem Schuldienst entlassen, später rehabilitiert. Danach arbeitete er für nur eine Spielzeit als Dramaturg am Landestheater Altenburg. Von dieser Aufgabe „entbunden“ wurde er zunächst zur „gesellschaftlichen Eingliederung“ in die örtlichen Sandgruben geschickt und im Sommer 1950 zu einer „Einvernahme“ nach Weimar beordert. Zwei Tage später nahm er sich zu Hause das Leben. Im Sterberegister ist als Todesursache „Herzleiden, Herzschlag“ vermerkt.

## Werk
- Die Mundart des Döbratales, Dissertation, Halle an der Saale 1921.[12]
- Schlavittchen – Eine Novelle, Crimmitschau 1924.
- Schlump. Geschichten und Abenteuer aus dem Leben des unbekannten Musketiers Emil Schulz, genannt ‚Schlump‘, von ihm selbst erzählt. Kurt Wolff Verlag, Berlin 1928 (Unter Pseudonym).

### Übersetzungen und Neuausgaben
- Schlump: the story of an unknown soldier. Übersetzung ins Englische von Maurice Samuel. M. Secker, London, 1929.
- Schlump: verhalen en avonturen uit het leven van de onbekende musketier Emil Schulz, bijgenaamd ‘Schlump’, door hemzelf verteld. Übersetzung ins Niederländische von Wim Scherpenisse.  Ambo/Anthos Uitgevers, Amsterdam 2014.
- Il soldato Schlump. Übersetzung ins Italienische von A. Petrelli. Neri Pozza Editore, Mailand 2014
- Schlump. Roman. Übersetzung ins Französische von Leïla Pellissier. Éditions France Loisirs, Paris 2014.
- Historia y desventuras del desconocido soldado Schlump. Übersetzung ins Spanische von Belén Santana López. Madrid, Impedimenta 2015
- Schlump. Geschichten und Abenteuer aus dem Leben des unbekannten Musketiers Emil Schulz, genannt ‚Schlump‘, von ihm selbst erzählt: Roman. Hrsg. und mit einem Nachwort von Volker Weidermann. Kiepenheuer & Witsch, Köln 2016, ISBN 978-3-462-04842-1